# Cornant
Cornant település Franciaországban, Yonne megyében. Lakosainak száma 364 fő (2022. január 1.). Cornant Collemiers, Égriselles-le-Bocage és Villeneuve-la-Dondagre községekkel határos.

## Népesség
A település népességének változása:
| Lakosok száma | 356  | 360  | 363  | 357  | 355  | 359  | 360  | 360  | 364  |
|               | 2013 | 2015 | 2016 | 2017 | 2018 | 2019 | 2020 | 2021 | 2022 |